# 第23回先進国首脳会議
第23回先進国首脳会議（だい23かいせんしんこくしゅのうかいぎ）は、アメリカ合衆国のコロラド州デンバーにて1997年6月20日から22日まで行われた先進国首脳会議である。通称デンバーサミット。日本からは内閣総理大臣の橋本龍太郎が出席した。このサミットよりロシアが参加したため、G7からG8に名称変更されている。

## 出席首脳
- ビル・クリントン（議長・アメリカ合衆国大統領）
- トニー・ブレア（イギリス首相）
- ヘルムート・コール（ドイツ首相）
- ジャック・シラク（フランス共和国大統領）
- ジャン・クレティエン（カナダ首相）
- ロマーノ・プローディ（イタリア首相）
- 橋本龍太郎（日本国内閣総理大臣）
- ボリス・エリツィン（ロシア連邦大統領）

## 各国首脳肖像

### G8コアメンバー

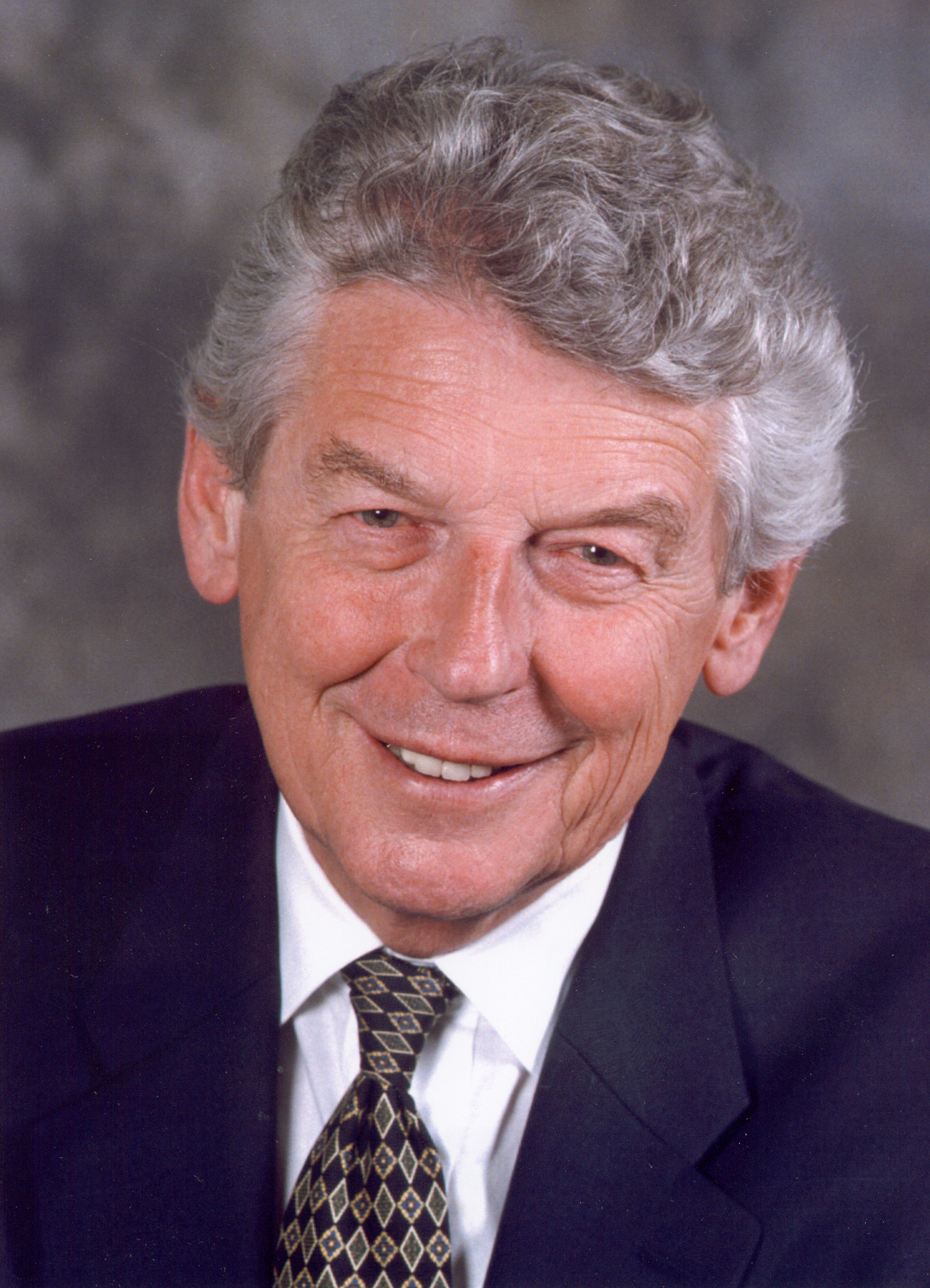
欧州連合 ウィルム コック, 欧州委員会委員長

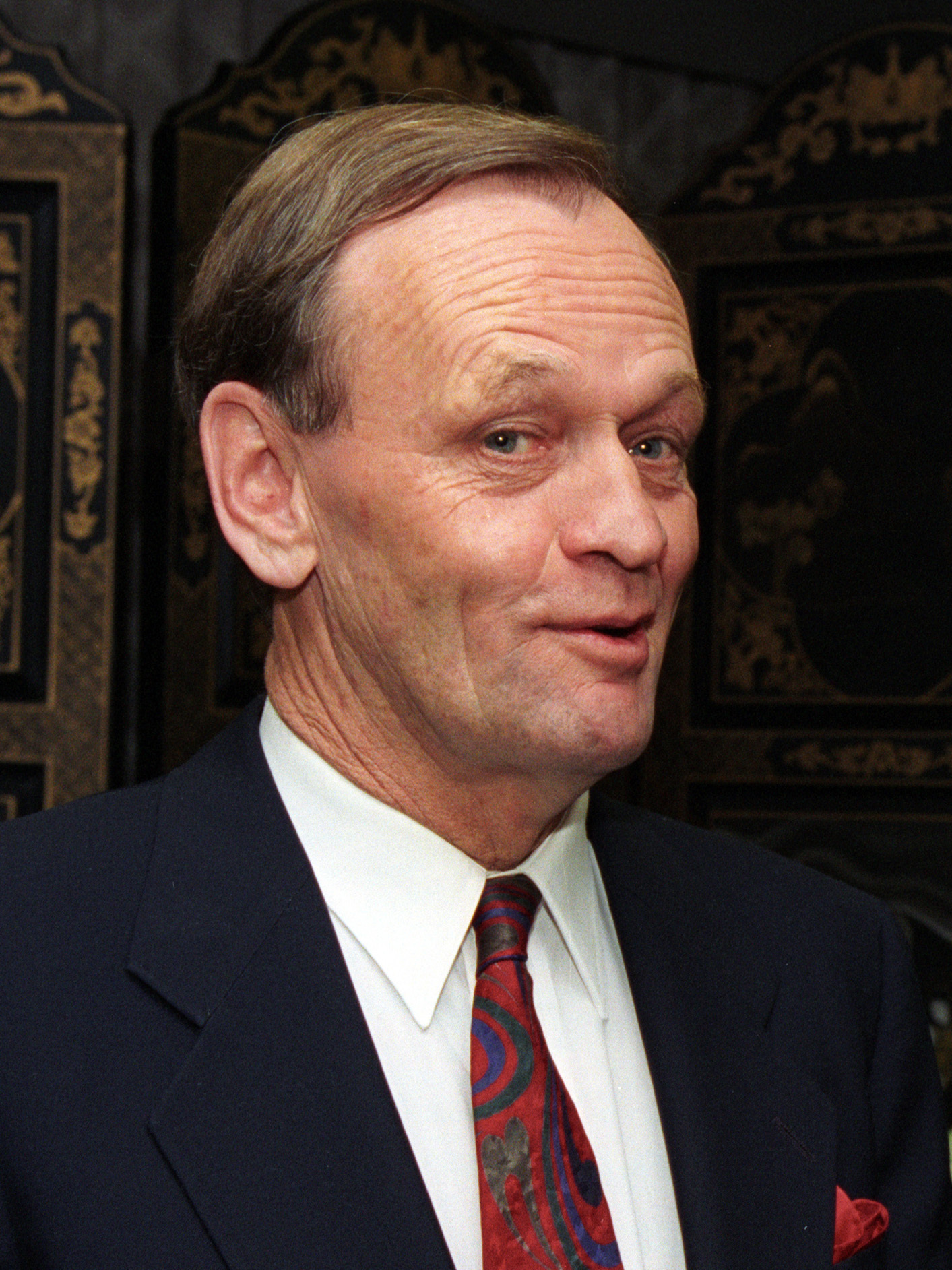
カナダ ジャン クレティエン, カナダ首相
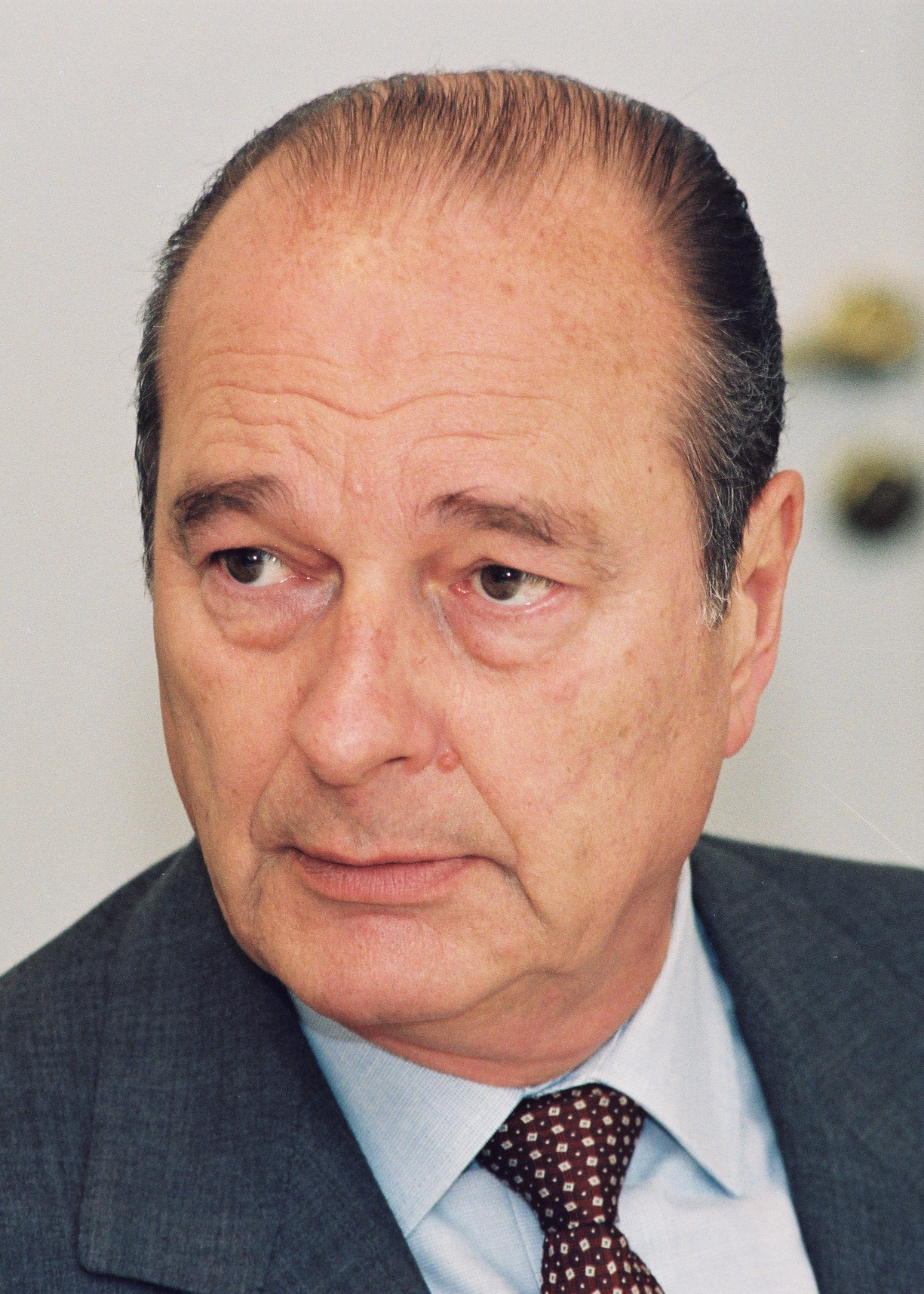
フランス ジャック シラク, フランス大統領
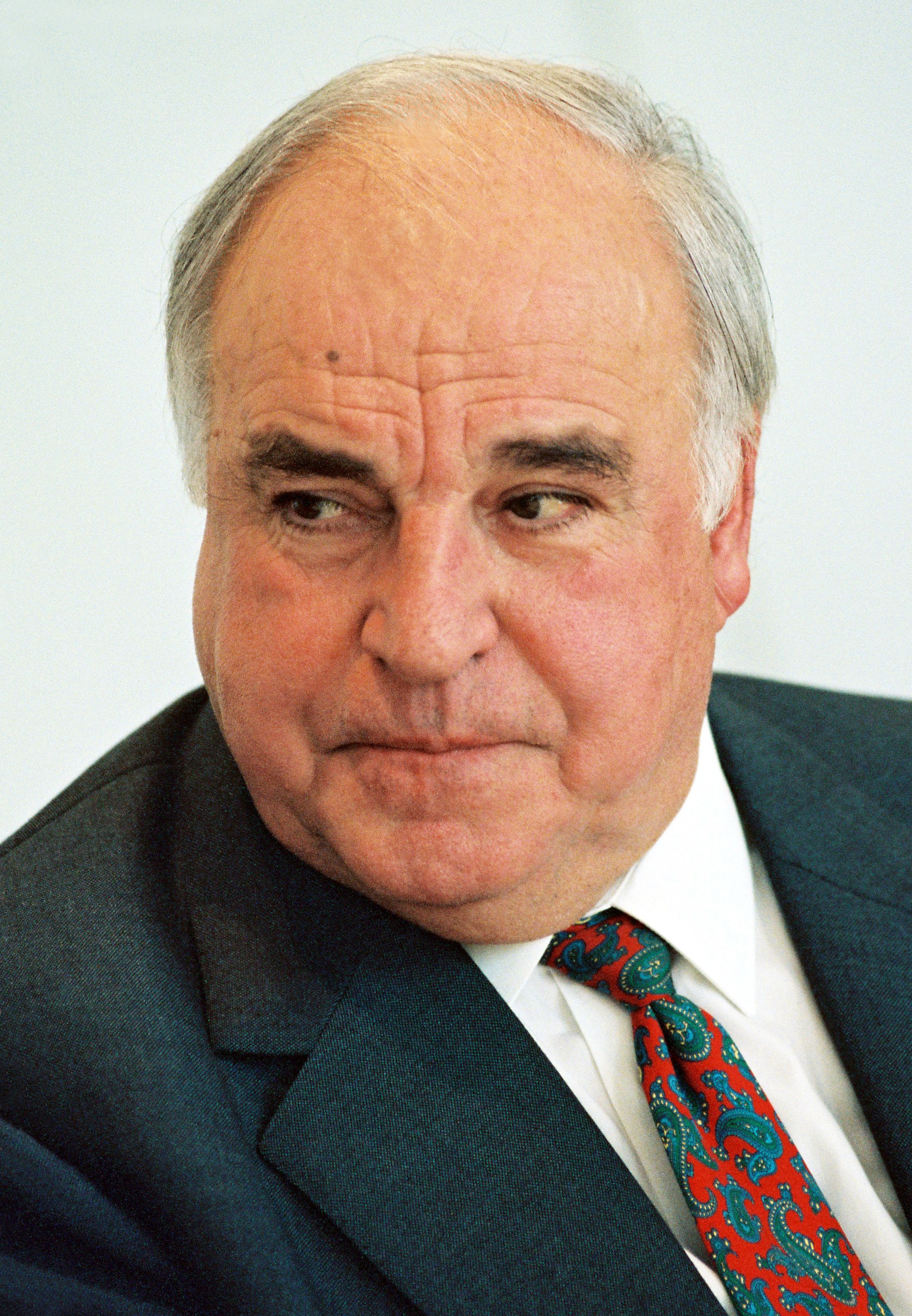
ドイツ ヘイルムート コール, ドイツ首相
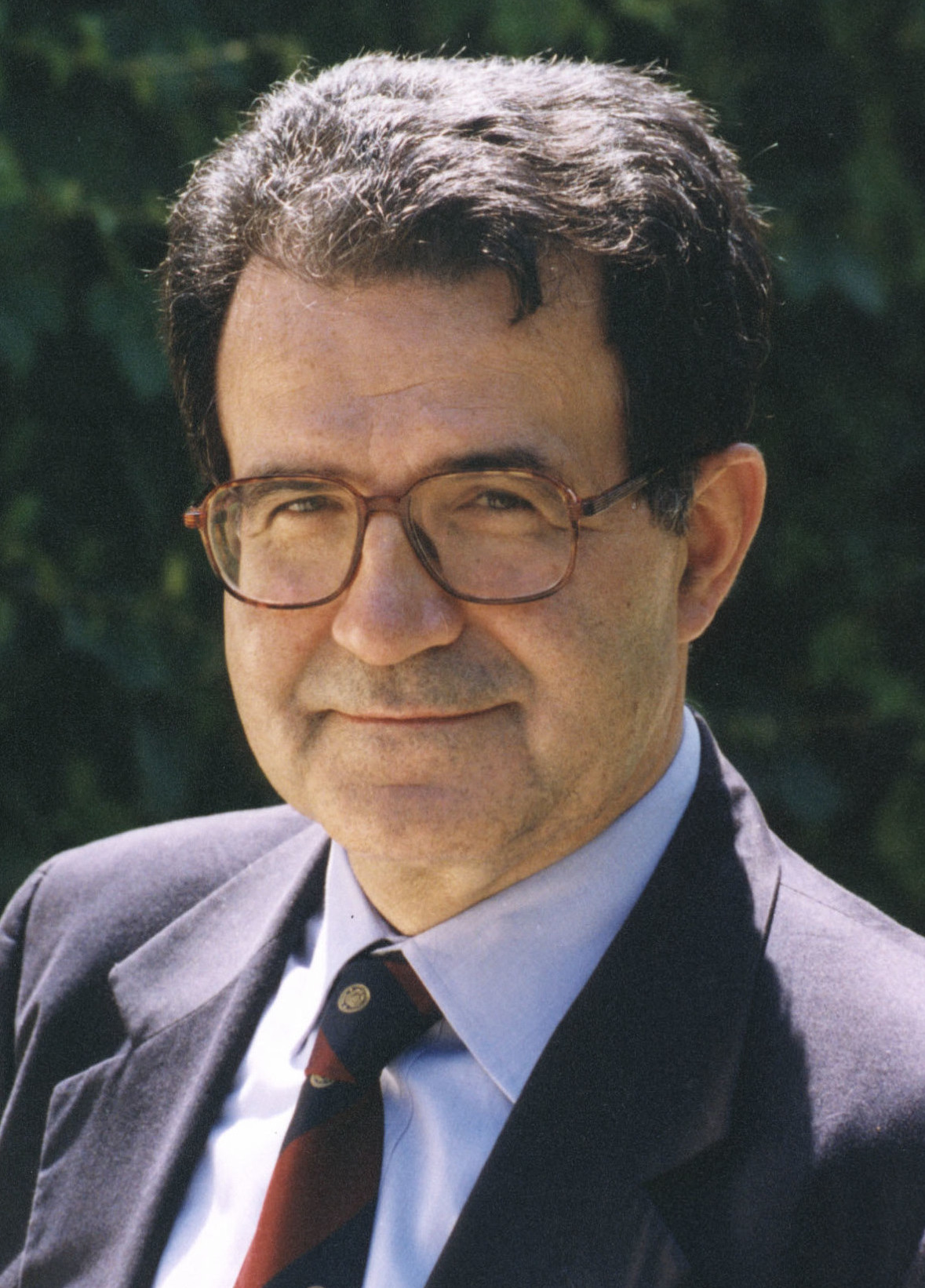
イタリア ロマーノ プローディ, イタリア首相
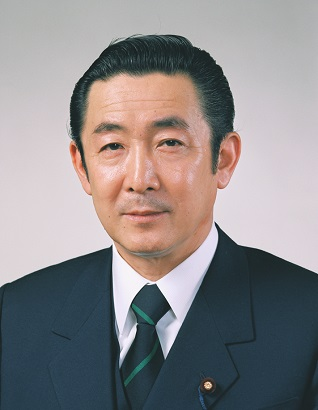
日本 橋本龍太郎, 内閣総理大臣
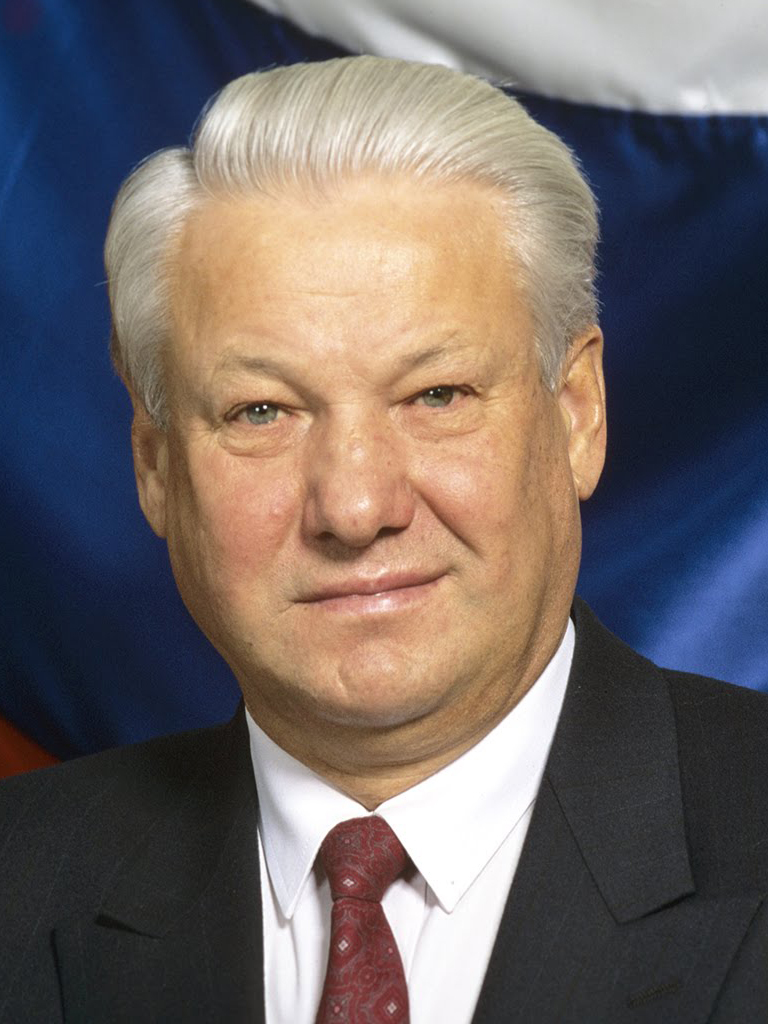
ロシア ボリス エリツィン, 連邦大統領
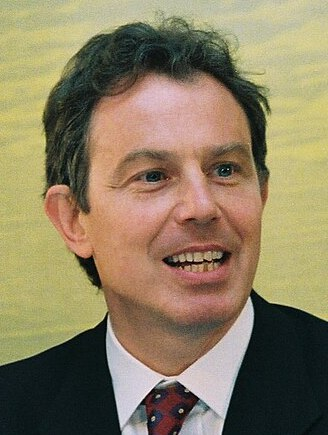
イギリストニー ブレア, 英国首相
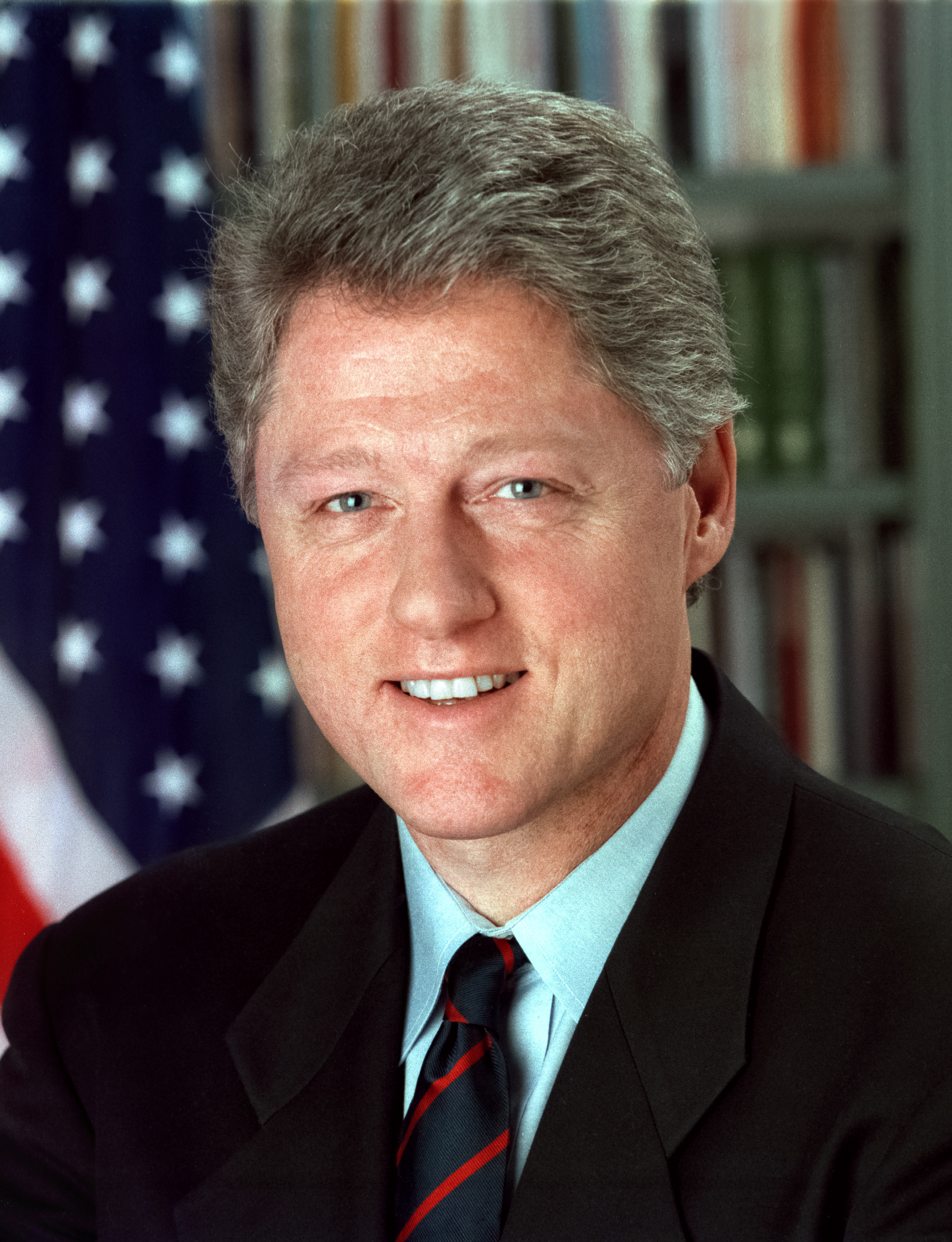
アメリカ ビル クリントン, 合衆国大統領  (ホスト)

- 欧州連合
ウィルム コック,
欧州委員会委員長